# نور أحمد جان بوغرا
نور أحمد جان بوغرا (توفي في 16 أبريل 1934) (بالأويغورية: نۇر ئەخمەتجان بۇغرا)، هو أمير جمهورية تركستان الشرقية الأولى. وهو الأخ الأصغر لمحمد أمين بوغرا وعبد الله بوغرا. كان أحد قادة قوات الأويغور المسلمين في معركة كاشغر (1934) ضد الكتيبة 36 من الجيش الصيني. وكانت الكتيبة تتكون من الصينيين المسلمين الموالين للحكومة الصينية، قُتل في 16 أبريل عام 1934 في معركة ينجيسار بواسطة المسلمين الصينيين الموالين للحكومة الصينية. كما قُتل كل جنوده الذين يبلغ عددهم 500 مقاتل، حيث دخلوا في معركة غير متكافئة مع 10000 صيني.
ذكر الكاتب والمؤرخ أحمد كمال في كتابه «أرض بلا ضحك» أن الأمير نور أحمد جان تم قطع رأسه من قبل الصينيين، ولعبوا بها مثل كرة القدم.